# Kontyos kócsag
A kontyos kócsag (Egretta eulophotes) a madarak (Aves) osztályának gödényalakúak (Pelecaniformes) rendjébe, ezen belül a gémfélék (Ardeidae) családjába tartozó faj.

## Rendszerezése
A fajt Robert Swinhoe angol ornitológus írta le 1860-ban, a Herodias nembe Herodias eulophotes néven.

## Előfordulása
Kelet- és Délkelet-Ázsiában, Brunei, Dél-Korea, Észak-Korea, Kína, Hongkong, Indonézia, Japán, Oroszország, Szingapúr, Tajvan, Thaiföld és Vietnám területén honos. 
Természetes élőhelyei a szubtrópusi vagy trópusi mangroveerdők, tavak, szikes lagúnák és tengerpartok, valamint szántóföldek. Vonuló faj.

## Megjelenése
Testhossza 68 centiméter, szárnyfesztávolsága 97-114 centiméter, testtömege 450-500 gramm.

## Természetvédelmi helyzete
Az elterjedési területe nagyon nagy, egyedszáma 2500-9999 példány közötti és csökken. A Természetvédelmi Világszövetség Vörös listáján sebezhető fajként szerepel.